# Кег

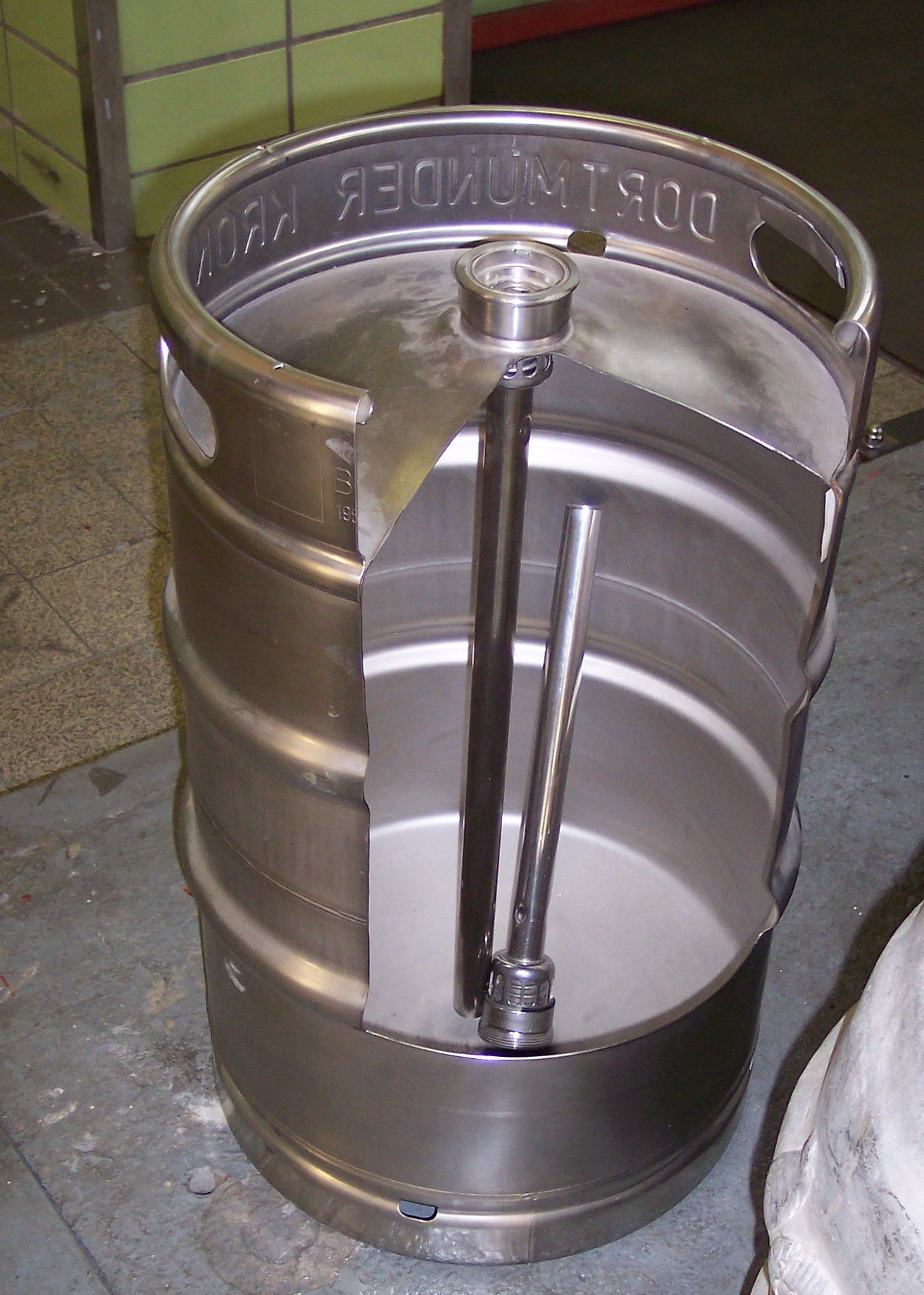
Кег в разрезе

Кег (швед. kägg англ. keg) — пластиковая или металлическая ёмкость (обычно из стали), используемая для хранения и транспортировки пива и других алкогольных или безалкогольных напитков, газированных или простых, обычно под давлением.

## Устройство и использование
Современные кеги изготавливаются из нержавеющей стали. Современный кег имеет также приспособления для перевозки и складирования, обязательно наличие специального клапана для предотвращения попадания внутрь кега воздуха при перевозке и хранении.
Для розлива пива на кег надевают заборную головку. Существуют заборные головки для ручного розлива, оснащённые насосом и краном, но чаще напитки из кегов извлекаются путём подачи в кег смеси углекислого газа и азота из баллона, для чего в заборной головке имеется соответствующий патрубок, а затем через охладитель подаются к разливным колонкам.

## Метрология
Кег также — стандартная единица измерения, названная по контейнеру. Полный кег равен 31 галлону США, редко употребляем. Полкега, 15,5 галлона США, часто называют кег.
Тем не менее, пивные кеги могут быть различных размеров:
| Размер (галлон США) | Размер (литры) | Вес полного кега (фунты) |
| ------------------- | -------------- | ------------------------ |
| 5                   | 20             | 55-60                    |
| 7,75                | 29             | 90                       |
| 13,2                | 50             | 162                      |
| 15,5                | 58,7           | 140—170                  |

| Размер            | DIN-кег           | Euro-кег          |
| ----------------- | ----------------- | ----------------- |
| 50 л (13,21 гал.) | 600 мм x 381 мм ø | 532 мм x 408 мм ø |
| 30 л (7,93 гал.)  | 400 мм x 381 мм ø | 365 мм x 408 мм ø |
| 25 л (6,61 гал.)  | -                 | 327 мм x 395 мм ø |
| 20 л (5,28 гал.)  | 310 мм x 363 мм ø | 216 мм x 395 мм ø |

## Типы кегов

### Oneway kegs
One Way Kegs (OWKs) — технология транспортировки пива в одноразовых кегах, изготовленных с применением современных пластиковых материалов. Технологию используют пивоваренные компании из Великобритании, Австралии и с Тайваня. One-Way-Kegs разработана и запатентована австралийской компанией ecoKEG PTY LTD.
В Россию в кегах OWKs поставляется австралийское пиво Barons.